# Amycus lycosiformis
Amycus lycosiformis is een spinnensoort in de taxonomische indeling van de springspinnen (Salticidae).
Het dier behoort tot het geslacht Amycus. De wetenschappelijke naam van de soort werd voor het eerst geldig gepubliceerd in 1878 door Władysław Taczanowski.